# Okręgi w Norwegii

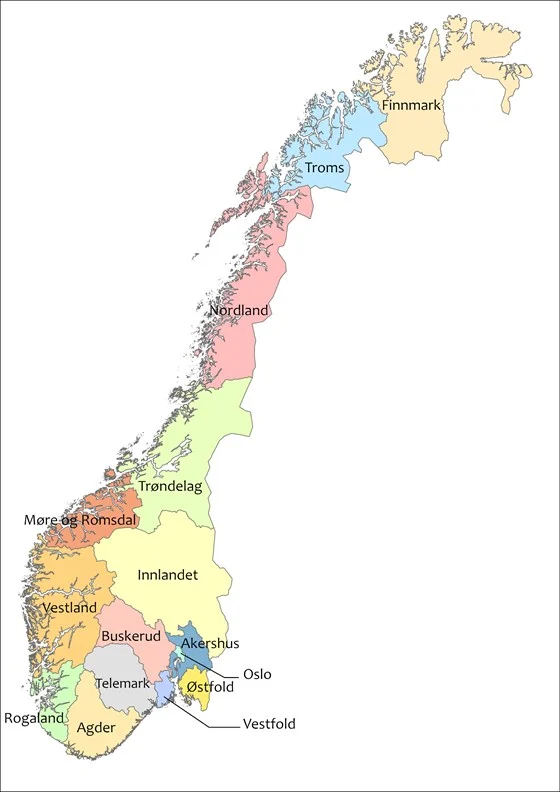
Podział administracyjny Norwegii

Okręg (norw. fylke) – jednostka podziału administracyjnego najwyższego szczebla w Norwegii. Od 1 stycznia 2024 Norwegia podzielona jest na 15 okręgów, które dzielą się na gminy (norw. kommune).
W połączonym królestwie Danii i Norwegii terytorium Norwegii podzielone było na dziewięć prowincji (norw. lan). W 1662 prowincje zostały zastąpione powiatami (norw. amt).
W 1918 roku dwadzieścia, istniejących od 1866, powiatów przemianowano na okręgi. W 1972 okręg Bergen został włączony do okręgu Hordaland. W wyniku reformy administracyjnej z 2017 roku liczba okręgów została zredukowana do jedenastu. W 2022 podjęto decyzję o częściowym wycofaniu reformy. Zmiana weszła w życie 1 stycznia 2024 i liczba okręgów wzrosła do 15.

## Numeracja okręgów
Kody jednostek administracyjnych Norwegii wg standardu ISO 3166 Międzynarodowej Organizacji Normalizacyjnej składają się z kodu państwa oraz dwóch cyfr. Dotąd nie przypisywano kodów zniesionych jednostek nowo utworzonym.

## Lista okręgów
Lista okręgów w podziale administracyjnym Norwegii po 1 stycznia 2024.
| Kod | Okręg           | Stolica               | Ludność (2022) | Powierzchnia [km²] |
| --- | --------------- | --------------------- | -------------- | ------------------ |
|     | Østfold         | Sarpsborg             | 304 754        | 4 182              |
|     | Akershus        | Oslo                  | 701 565        | 4 918              |
| 03  | Oslo            | –                     | 699 927        | 454,12             |
|     | Buskerud        | Drammen               | 262 911        | 14 910             |
| 11  | Rogaland        | Stavanger             | 485 797        | 9377,10            |
| 15  | Møre og Romsdal | Molde                 | 265 848        | 14 355,62          |
| 18  | Nordland        | Bodø                  | 240 190        | 38 154,62          |
| 34  | Innlandet       | Hamar, Lillehammer    | 371 253        | 52 072,44          |
|     | Vestfold        | Tønsberg              | 250 862        | 2168               |
|     | Telemark        | Skien                 | 173 970        | 15 298             |
| 42  | Agder           | Kristiansand, Arendal | 311 134        | 16 434,12          |
| 46  | Vestland        | Bergen, Leikanger     | 641 292        | 33 870,99          |
| 50  | Trøndelag       | Steinkjer, Trondheim  | 474 131        | 42 201,59          |
|     | Troms           | Tromsø                | 167 607        | 25 877             |
|     | Finnmark        | Vadsø                 | 74 129         | 48 633             |

## Dawne okręgi
Lista okręgów zniesionych w wyniku zmian w podziale administracyjnym Norwegii po 1918.
| Kod | Okręg                | Stolica                  | Ludność (rok zniesienia) | Powierzchnia [km²] | Rok zniesienia | Uwagi                                                                           |
| --- | -------------------- | ------------------------ | ------------------------ | ------------------ | -------------- | ------------------------------------------------------------------------------- |
| 04  | Hedmark              | Hamar                    | 187 100                  | 27 397             | 2020           | Włączony do nowo utworzonego okręgu Innlandet                                   |
| 05  | Oppland              | Lillehammer              | 182 700                  | 25 192             | 2020           | Włączony do nowo utworzonego okręgu Innlandet                                   |
| 09  | Aust-Agder           | Arendal                  | 102 200                  | 9 157              | 2020           | Włączony do nowo utworzonego okręgu Agder                                       |
| 10  | Vest-Agder           | Kristiansand             | 155 700                  | 7 276              | 2020           | Włączony do nowo utworzonego okręgu Agder                                       |
| 12  | Hordaland            | Bergen                   | 435 200                  | 15 460             | 2020           | Włączony do nowo utworzonego okręgu Vestland                                    |
| 13  | Bergen               | Bergen                   | —                        | —                  | 1972           | Włączony do okręgu Hordaland                                                    |
| 14  | Sogn og Fjordane     | Leikanger                | 107 600                  | 18 623             | 2020           | Włączony do nowo utworzonego okręgu Vestland                                    |
| 16  | Sør-Trøndelag        | Trondheim                | 320 884                  | 18 848             | 2018           | Włączony do nowo utworzonego okręgu Trøndelag                                   |
| 17  | Nord-Trøndelag       | Steinkjer                | 137 858                  | 22 412             | 2018           | Włączony do nowo utworzonego okręgu Trøndelag                                   |
| 30  | Viken                | Oslo, Drammen, Sarpsborg |                          | 24 592,59          | 2024           | Istniejący w latach 2020–2023 z połączenia okręgów Østfold, Akershus i Buskerud |
| 38  | Vestfold og Telemark | Skien                    |                          | 17 465,92          | 2024           | Istniejący w latach 2020–2023 z połączenia okręgów Vestfold i Telemark          |
| 54  | Troms og Finnmark    | Tromsø, Vadsø            |                          | 74 829,68          | 2024           | Istniejący w latach 2020–2023 z połączenia okręgów Troms i Finnmark             |